# Gália Lugdunense
Gália Lugdunense (em francês:  Gaule Lyonnaise), chamada também apenas de Lugdunense, era uma província do Império Romano localizada no território da moderna França e parte do território conhecido como Gália Celta. Seu nome deriva de sua capital, Lugduno (Lugdunum; moderna Lyon), possivelmente a maior cidade europeia na época a oeste da Itália e também um grande centro de cunhagem de moedas. A Lugdunense era uma província imperial, considerada importante o suficiente para ser governada por um legado.

## História
O território original da província se estendia dos rios Sena e Marne no nordeste, na fronteira com a Gália Bélgica, até o Garona no sudoeste, a fronteira com a Gália Aquitânia. As três Gálias foram criadas por Augusto em 27 a.C. para administrar os territórios da antiga Gália Comata, conquistada por Júlio César entre 58 e 51 a.C. Perto de Lugduno, a capital da província, estava o Santuário Federal das Três Gálias, onde se reuniam os governadores das três províncias para o culto de "Roma e Augusto". O local exato, an confluência do Saône e do Ródano, era chamado de "Condate" ou "Ad confluentes".
Suas fronteiras eram os rios Loire, Saône e Sena, o Canal da Mancha e o extremo norte do golfo de Biscaia. Era, portanto, a faixa de terra que se estendia desde Lugduno, ao sul, até a costa da Armórica (Bretanha e Normandia), ao norte. Juntamente com a B

## Reforma de Diocleciano
Em 297, durante da reforma administrativa de Diocleciano (r. 284-305), a Lugdunense foi dividida em duas províncias:
- Lugdunense I (ou Prima), com capital em Lugduno.
- Lugdunense II (ou Secunda), com capital em Rotômago (Ruão).

Depois, durante o reinado de Constantino (r. 306-337), elas foram novamente subdivididas:
- A Lugdunense I permaneceu com os territórios dos vales do Saône e Allier;
- A Lugdunense IV foi separada da Lugdunense I e passou a abranger a região de Orléans, ao sul da Ilha de França, com capital em Agedinco (também chamada de Senones; Sens);
- A Lugdunense II permaneceu com a Normandia.
- A Lugdunense III foi separada da Lugdunense II e passou a abranger a Bretanha, Maine, Anjou e Touraine, com capital em Cesaroduno (Tours).

As quatro foram subordinadas à nova Diocese das Gálias da Prefeitura pretoriana das Gálias.

## Principais cidades
- Andemantuno (Langres)
- Augustobona (Troyes)
- Augustoduno (Autun)
- Augustoduro (Bayeux)
- Áutrico (Chartres)
- Cabilono (Chalon-sur-Saône)
- Cesaroduno (Tours)
- Cenabo Aurelianos (Orleães)
- Condate (Rennes)
- Gesocribate (Brest)
- Juliômago (Angers)
- Lugduno (Lyon)
- Lutécia (Paris)
- Porto Namneto (Nantes)
- Rotômago (Ruão)
- Segusiavoro (Feurs)
- Suindino (Le Mans)